# Calopteryx syriaca
Calopteryx syriaca е вид водно конче от семейство Calopterygidae. Видът е застрашен от изчезване.

## Разпространение
Разпространен е в Израел, Йордания, Ливан, Палестина и Сирия.

## Описание
Популацията на вида е намаляваща.